# (157) Deyanira
(157) Deyanira es un asteroide que forma parte del cinturón de asteroides y fue descubierto por Alphonse Louis Nicolas Borrelly desde el observatorio de Marsella, Francia, el 1 de diciembre de 1875.
Está nombrado por Deyanira, un personaje de la mitología griega.

## Características orbitales
Deyanira orbita a una distancia media de 2,582 ua del Sol, pudiendo acercarse hasta 2,077 ua. Su inclinación orbital es 12,16° y la excentricidad 0,1953. Emplea 1515 días en completar una órbita alrededor del Sol.